# Dajingshan Shuiku
Dajingshan Shuiku (kinesiska: 大镜山水库) är en reservoar i Kina. Den ligger i provinsen Guangdong, i den södra delen av landet, omkring 97 kilometer söder om provinshuvudstaden Guangzhou. Dajingshan Shuiku ligger 16 meter över havet. Arean är 0,83 kvadratkilometer. Den ligger på ön Damaliu Zhou. Runt Dajingshan Shuiku är det i huvudsak tätbebyggt. Den sträcker sig 1,5 kilometer i nord-sydlig riktning, och 1,4 kilometer i öst-västlig riktning.
Genomsnittlig årsnederbörd är 2 326 millimeter. Den regnigaste månaden är maj, med i genomsnitt 472 mm nederbörd, och den torraste är januari, med 25 mm nederbörd.